# L'arte della felicità
Pour plus de détails, voir Fiche technique et Distribution.
L'arte della felicità (littéralement L'Art du bonheur) est un long métrage d'animation italien réalisé par Alessandro Rak, sorti en 2013.

## Fiche technique
- Titre : L'arte della felicità
- Autre titre : The Art of Happiness
- Réalisation : Alessandro Rak
- Scénario : Alessandro Rak Nicola Barile et Luciano Stella
- Musique : Antonio Fresa, Luigi Scialdone et Antonin Stahly-Vishwanadan
- Montage : Marino Guarnieri
- Directeur artistique : Ivan Cappiello, Alessandro Rak et Dario Sansone
- Producteur : Antiono Fresa, Luigi Scialdone et Luciano Stella
- Production : Big Sur
- Distribution : Elle Driver
- Pays :  Italie
- Durée : 84 minutes
- Date de sortie :
  -  Italie : 21 novembre 2013
  -  France : 10 juin 2014 (Festival international du film d'animation d'Annecy 2014

## Distribution
- Lucio Allocca : le père de Sergio et Alfredo
- Leandro Amato : Sergio Cometa
- Renato Carpentieri : Luciano Cometa
- Jun Ichikawa : Antonia
- Silvia Baritzka : Lariza
- Nando Paone : Alfredo Cometa
- Robert Thurman : lui-même

## Distinctions

### Récompenses
- Prix du cinéma européen 2014 : meilleur film d'animation